# José Dias Coelho
José Dias Coelho (Pinhel, Portugal, 19 de junio de 1923 — Lisboa, Portugal, 19 de diciembre de 1961) fue un artista plástico, militante y dirigente del Partido Comunista Portugués.

## Biografía

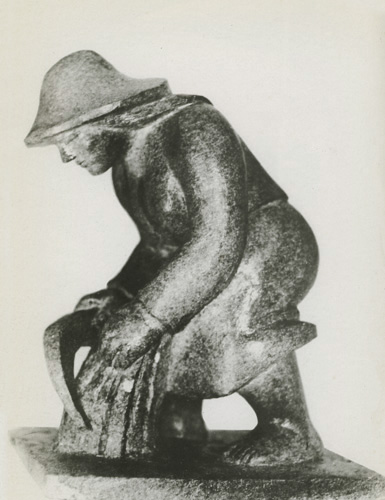
José Dias Coelho Ceifeira

Natural de Pinhel, próximo a Guarda, fue el quinto de nueve hermanos y hermanas. 
Fue alumno de la Academia de Bellas Artes de Lisboa donde entró en 1942. Asistió primero a los cursos de Arquitectura, que abandonó par dedicarse a los de Escultura.
Siendo aún muy joven se unió al Frente Académico Antifascista y, más tarde (en 1946), al  MUD Juvenil. Participando en varias luchas estudiantiles en 1947, posteriormente se afilió al Partido Comunista Portugués y, en 1949, fue arrestado por la PIDE después de participar en la campaña presidencial de  Norton de Matos. En 1952, fue expulsado de la Escuela de Bellas Artes de Lisboa y se le impidió ingresar a cualquier universidad del país; también sería despedido como profesor en Educación Técnica.
José Dias Coelho trabajó, en 1952, como diseñador con los arquitectos Keil do Amaral, Hernâni Gandra y Alberto José Pessoa en un taller en la Rua Fernão Álvares do Oriente 8 CV/Esq, en el barrio de São Miguel en Lisboa.
En 1955, pasa a la clandestinidad, al mismo tiempo que trabajaba en el PCP, con el objetivo de crear un taller de falsificación de documentos para cubrir las actividades de los militantes ilegales. Realizaba esta actividad en el momento de su asesinato por la PIDE, el 19 de diciembre de 1961, en la Rua da Creche, que hoy lleva su nombre, junto al Largo do Calvário, en Lisboa .
El asesinato llevó al cantante Zeca Afonso a escribir y dedicarle su canción "A Morte Saiu à Rua". El grupo Trovante hizo lo propio con la canción Flor da Vida. De la vida personal de José Dias Coelho, también cabe destacar su relación con Margarida Tengarrinha, también artista plástico. La pareja tuvo tres hijas.
Al optar por pasar a la clandestinidad en 1955, dejó a un lado su carrera artística como escultor, cuando en ese mismo año veía las primeras señales de reconocimiento público, con dos esculturas para la Escuela Primaria de Campolide (sección femenina y masculina) y una gran escultura para la Escuela Primaria Vale Escuro, en Lisboa, y dos bajorrelieves, uno para el Caldas da Rainha Central Café, y otro para la fábrica Secil.
Ya estaba clandestino cuando, en junio de 1956, tuvo lugar la décima y última de las Exposiciones Generales de Artes Plásticas; José Dias Coelho fue uno de los organizadores de estas exposiciones, desde la primera edición en 1946, y es uno de los artistas que expone desde la segunda edición. Por no poder participar abiertamente en la décima edición por el hecho de estar en la clandestinidad, un grupo de amigos expone la escultura de la cabeza de sor María Emília, que ya había sido expuesta, para asegurar que su nombre aparezca en el catálogo.
Con una intensa actividad social e intelectual junto a la política, se hizo amigo de varias figuras destacadas de la sociedad portuguesa de la época, como los arquitectos Keil do Amaral y João Abel Manta, con Fernando Namora, Carlos de Oliveira, José Gomes Ferreira, Eugénio de Andrade, José Cardoso Pires, Abel Manta,  Rogério Ribeiro, João Hogan, así como los que pronto liderarían los movimientos independentistas en África, en ese momento estudiantes en Lisboa: Agostinho Neto, Vasco Cabral, Marcelino dos Santos, Amílcar Cabral y Orlando Costa.
En marzo de 1975, casi un año después de la Revolución de los claveles, finalmente se organizó una exposición en su honor en la Sociedad Nacional de Bellas Artes, Lisboa.